# 基伊 (大西洋卢瓦尔省)
基伊（法語：Quilly，法語發音：[kiji] ⓘ）是法国大西洋卢瓦尔省的一个市镇，位于该省西北部，属于圣纳泽尔区。

## 地理
基伊（47°27'42"N, 1°57'12"W）面积17.67 平方千米，位于法国卢瓦尔河地区大区大西洋卢瓦尔省，该省份为法国西北部沿海省份，位于布列塔尼半岛东南部，北起伊勒-维莱讷省，西北接莫尔比昂省，西临大西洋，南至旺代省，东临曼恩-卢瓦尔省。
与基伊接壤的市镇（或旧市镇、城区）包括：布夫龙、康邦、冈鲁埃特、布里韦河畔圣安娜。
基伊的时区为UTC+01:00、UTC+02:00（夏令时）。

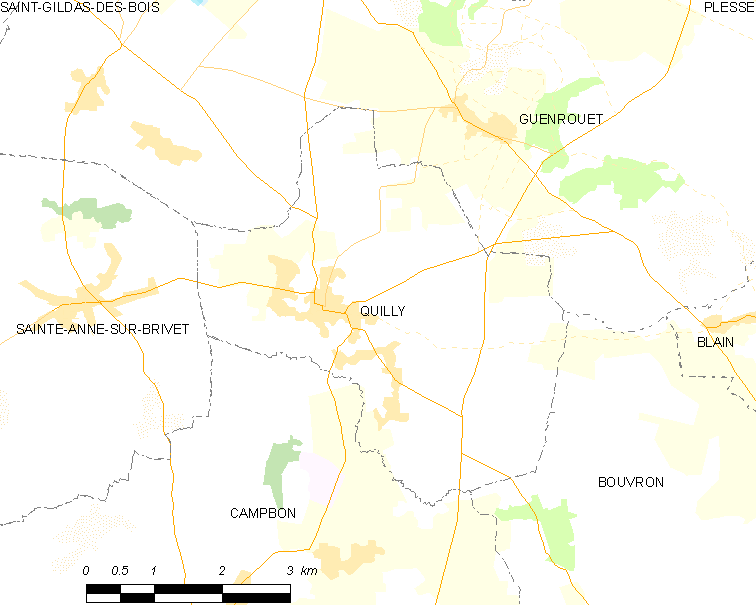
基伊的OSM定位图

## 行政
基伊的邮政编码为44750，INSEE市镇编码为44139。

## 政治
基伊所属的省级选区为布兰县。

## 交通
大西洋卢瓦尔省省道D3线、D33线、D43线和D100线经过境内。

## 人口

1962-2008年间基伊人口变化图示

基伊于2022年1月1日时的人口数量为1541人。